# I successi internazionali del Quartetto Cetra
I successi internazionali del Quartetto Cetra è un album del gruppo musicale italiano Quartetto Cetra, pubblicato il 1 marzo 1955.

## Tracce
Lato 1
1. Vecchia America - (Luttazzi)
2. Un bacio a mezzanotte - (testo: Garinei, Giovannini - musica: Kramer)
3. Il fonografo a tromba - (testo: Giacobetti - musica: Savona)
4. Se il jazz fosse nato a Roma - (testo: Giacobetti - musica: Savona)

Lato 2
1. Nella vecchia fattoria	- (testo: Giacobetti - musica: Kramer, Savona)
2. Un romano a Copacabana - (testo: Giacobetti - musica: Savona)
3. In un palco della Scala - (testo: Garinei, Giovannini - musica: Kramer)
4. Aveva un bavero - (Ripa)